# Emma Willard School
La Emma Willard School est un séminaire féminin préparatoire à l'université et un pensionnat pour jeunes filles, situé à Troy, dans le comté de Rensselaer, New York. Premier établissement d'enseignement supérieur pour femmes aux États-Unis, il est fondé par Emma Willard en 1814 sous le nom de Troy Female Seminary. L'école propose un enseignement secondaire (niveaux 9 à 12) et des cours préparant aux examens d'entrée à l'université.

## Histoire
Emma Willard fonde le Troy Female Seminary à Troy, dans l'État de New York, pour offrir aux jeunes filles des études comprenant des enseignements de mathématiques, langues anciennes et sciences,,. Son mari, John Willard, gère les finances de l'école et est médecin scolaire jusqu'à sa mort en 1825.
Vers la fin de 1821, Willard obtient un financement de 4 000 $ et installe son école à Troy, en aval de Watertown le long de l'Hudson. De sa création en 1821 à 1872, le séminaire a accueilli 12 000 étudiants. Le Troy Female Seminary accueille également des enseignantes en formation,.
Willard dirige l'école jusqu'en 1838, date à laquelle son fils John Hart Willard lui succède. En 1895, l'école prend son nom actuel d'Emma Willard School for Girls. Un nouveau campus est établi en 1910, sur le mont Ida.

## Description
Les élèves sont au nombre de 360 en 2019, originaires de 24 États et de plus de 36 pays, 203 étaient pensionnaires et 116 demi-pensionnaires.
En 2019, 42 % des étudiantes bénéficient d'une bourse d'études.

### Campus
L'école est installée sur un campus de 55 hectares sur le mont Ida, au-dessus de la ville de Troy. Les trois bâtiments les plus anciens comprennent une salle d'étude, des salles de classe, des bureaux, un auditorium principal, un studio de danse, un laboratoire de théâtre, trois salles de séjour, une salle à manger, un centre étudiant et une chapelle.
Un complexe consacré à l'art, la musique et une bibliothèque de 34 000 ouvrages ont ouvert leurs portes en 1967.
L'école compte aussi des installations sportives.
Le Hunter Science Center abrite des laboratoires et des installations d'enseignement pour la chimie, la biologie, la physique et les mathématiques.
Plusieurs maisons accueillent les pensionnaires, Kellas et Sage et Cluett House.

### Affiliations
Emma Willard School est membre de la National Coalition of Girls’ Schools, de la New York State Association of Independent Schools et de la National Association of Independent Schools.

## Personnalités en lien avec l'école

### Enseignants et directrices
- Eliza Kellas (en), principale (1911-1942)
- Almira Hart Lincoln Phelps, enseignante, vice-principale puis principale (1830-1831)

### Anciennes élèves
- Louise Chandler Moulton, poète, conteuse, nouvelliste, anthologiste, éditrice, biographe et critique littéraire
- Eunice Newton Foote, fondatrice de la science du changement climatique
- Elizabeth Cady Stanton, leader du mouvement pour le suffrage des femmes
- Mary Arthur McElroy, sœur du président Chester Arthur
- Frances Adeline Seward, épouse de William Henry Seward .
- Annie Jack, essayiste[14]
- Justine Johnstone, actrice
- Jane Fonda, actrice
- Kirsten Gillibrand, sénatrice des États-Unis de New York
- Jessica Todd Harper, photographe
- Erminnie A. Smith, géologue et anthropologue[15]